# Salvador Ayala
Salvador Ayala (* 1926 oder 1927; † 2016), auch bekannt unter dem Spitznamen El Médico (spanisch für Der Arzt), war ein mexikanischer Fußballspieler auf der Position eines Verteidigers, der die meiste Zeit beim Club Deportivo Tampico unter Vertrag stand, mit dem er in der Saison 1952/53 die mexikanische Fußballmeisterschaft gewann.

## Leben
Ayala stand in den späten 1940er-Jahren beim Hauptstadtverein Club América unter Vertrag und wechselte Anfang der 1950er-Jahre zum Cub Deportivo Tampico, für den er mindestens bis zur Saison 1959/60 tätig war.
Ayala starb Ende 2016 im Alter von 89 Jahren.

## Erfolge
CD Tampico
- Mexikanischer Meister: 1953
- Mexikanischer Supercup: 1953